# Qualificazioni al campionato mondiale di calcio a 5 2004 - UEFA
Il Torneo europeo di qualificazione al FIFA Futsal World Championship 2004 fu disputato nel 2004 dalle nazionali europee divise inizialmente in dieci gironi, le dieci vincitrici sono state chiamate ad un ulteriore turno ad eliminazione diretta per designare le cinque formazioni nazionali di calcio a 5 che dovevano prendere parte al quarto campionato del mondo FIFA.
I dieci gironi, composti da tre formazioni ad esclusione del "1" e del "2" da quattro formazioni, diedero non poche sorprese: rimasero fuori immediatamente tre qualificate la mondiale precedente, ovvero Russia, Paesi Bassi e Croazia. Nella seconda parte ad eliminazione diretta le gare furono a favore di Repubblica Ceca, Portogallo, Spagna, Ucraina e Italia, che tornò al mondiale dopo l'assenza in Guatemala 4 anni prima.

## Gironi di Qualificazione
| Classifica finale   | Pt | G | V | N | P | GF | GS | DR  |
| ------------------- | -- | - | - | - | - | -- | -- | --- |
| Slovenia            | 9  | 3 | 3 | 0 | 0 | 19 | 1  | +18 |
| Serbia e Montenegro | 6  | 3 | 2 | 0 | 1 | 13 | 9  | +4  |
| Georgia             | 3  | 3 | 1 | 0 | 2 | 9  | 16 | -7  |
| Moldavia            | 0  | 3 | 0 | 0 | 3 | 9  | 24 | -15 |

| Classifica finale | Pt | G | V | N | P | GF | GS | DR  |
| ----------------- | -- | - | - | - | - | -- | -- | --- |
| Italia            | 9  | 3 | 3 | 0 | 0 | 22 | 0  | +22 |
| Belgio            | 6  | 3 | 2 | 0 | 1 | 7  | 5  | +2  |
| Finlandia         | 3  | 3 | 1 | 0 | 2 | 4  | 18 | -14 |
| Francia           | 0  | 3 | 0 | 0 | 3 | 4  | 14 | -10 |

| Classifica finale    | Pt | G | V | N | P | GF | GS | DR |
| -------------------- | -- | - | - | - | - | -- | -- | -- |
| Bosnia ed Erzegovina | 6  | 2 | 2 | 0 | 0 | 5  | 2  | +3 |
| Russia               | 3  | 2 | 1 | 0 | 1 | 8  | 7  | +1 |
| Macedonia            | 0  | 2 | 0 | 0 | 2 | 4  | 8  | -4 |

| Classifica finale | Pt | G | V | N | P | GF | GS | DR |
| ----------------- | -- | - | - | - | - | -- | -- | -- |
| Ucraina           | 6  | 2 | 2 | 0 | 0 | 9  | 2  | +7 |
| Kazakistan        | 3  | 2 | 1 | 0 | 1 | 5  | 4  | +1 |
| Andorra           | 0  | 2 | 0 | 0 | 2 | 2  | 10 | -8 |

| Classifica finale | Pt | G | V | N | P | GF | GS | DR |
| ----------------- | -- | - | - | - | - | -- | -- | -- |
| Bielorussia       | 6  | 2 | 2 | 0 | 0 | 9  | 4  | +5 |
| Lituania          | 1  | 2 | 0 | 1 | 1 | 8  | 10 | -2 |
| Paesi Bassi       | 1  | 2 | 0 | 1 | 1 | 6  | 9  | -3 |

| Classifica finale | Pt | G | V | N | P | GF | GS | DR  |
| ----------------- | -- | - | - | - | - | -- | -- | --- |
| Portogallo        | 6  | 2 | 2 | 0 | 0 | 26 | 7  | +19 |
| Grecia            | 3  | 2 | 1 | 0 | 1 | 14 | 12 | +2  |
| Albania           | 0  | 2 | 0 | 0 | 2 | 10 | 31 | -21 |

| Classifica finale | Pt | G | V | N | P | GF | GS | DR  |
| ----------------- | -- | - | - | - | - | -- | -- | --- |
| Polonia           | 6  | 2 | 2 | 0 | 0 | 19 | 1  | +18 |
| Azerbaigian       | 1  | 2 | 0 | 1 | 1 | 5  | 10 | -5  |
| Cipro             | 1  | 2 | 0 | 1 | 1 | 4  | 17 | -13 |

| Classifica finale | Pt | G | V | N | P | GF | GS | DR  |
| ----------------- | -- | - | - | - | - | -- | -- | --- |
| Ungheria          | 6  | 2 | 2 | 0 | 0 | 12 | 7  | +5  |
| Croazia           | 3  | 2 | 1 | 0 | 1 | 14 | 9  | +5  |
| Armenia           | 0  | 2 | 0 | 0 | 2 | 4  | 14 | -10 |

| Classifica finale | Pt | G | V | N | P | GF | GS | DR |
| ----------------- | -- | - | - | - | - | -- | -- | -- |
| Rep. Ceca         | 6  | 2 | 2 | 0 | 0 | 10 | 5  | +5 |
| Israele           | 3  | 2 | 1 | 0 | 1 | 7  | 6  | +1 |
| Romania           | 0  | 2 | 0 | 0 | 2 | 4  | 10 | -6 |

| Classifica finale | Pt | G | V | N | P | GF | GS | DR |
| ----------------- | -- | - | - | - | - | -- | -- | -- |
| Spagna            | 6  | 2 | 2 | 0 | 0 | 8  | 3  | +5 |
| Lettonia          | 1  | 2 | 0 | 1 | 1 | 3  | 5  | -2 |
| Slovacchia        | 1  | 2 | 0 | 1 | 1 | 4  | 7  | -3 |

## Playoff
|                      | Risult.     |            |
| -------------------- | ----------- | ---------- |
| Bosnia ed Erzegovina | 5 - 7 4 - 4 | Rep. Ceca  |
| Polonia              | 2 - 7       | Portogallo |
| Slovenia             | 1 - 4       | Spagna     |
| Bielorussia          | 0 - 4 2 - 3 | Ucraina    |
| Ungheria             | 0 - 4 0 - 7 | Italia     |

| Qualificate al mondiale | Rep. Ceca | Portogallo | Spagna | Ucraina | Italia |
| ----------------------- | --------- | ---------- | ------ | ------- | ------ |